# Musik i Brasilien

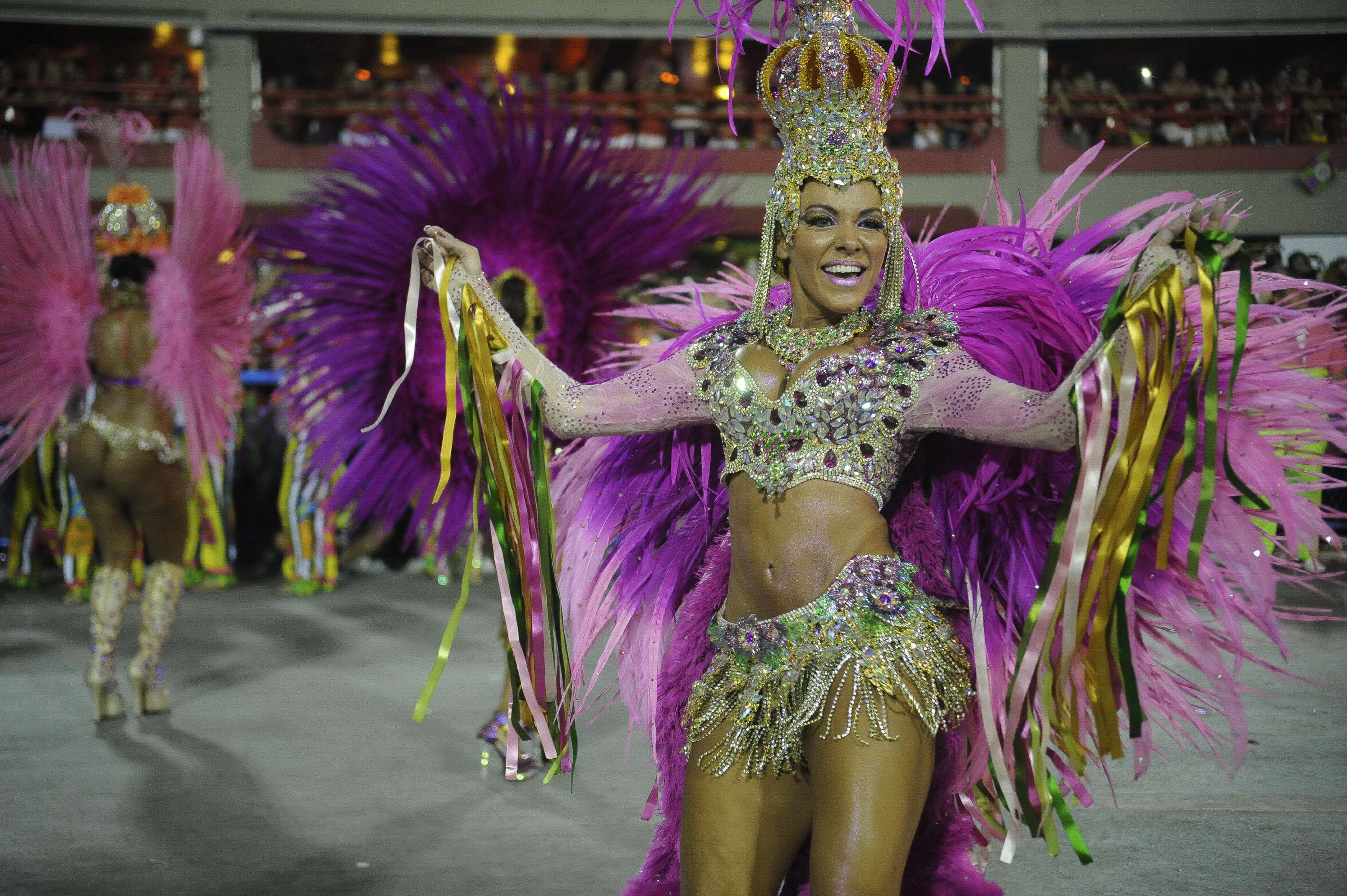
Sambadansare vid karnevaltåget i Rio de Janeiro 2014.

Musik i Brasilien avser flera olika regionala musikstilar influerade av musik från Afrika, Europa och av ursprungsfolk. Brasiliansk musik innefattar bland annat samba, bossa nova, pagode, funk carioca, MPB, sertanejo, guacho, forró, tropicália, choro, maracatu, embolada, revo, brega och modinha. Men också brasilianska versioner av utländska musikstilar som rock, soul, hiphop, fado, samtida kristen musik, disco, country, klassisk musik med flera.
Samba är den musik som kommit att bli mest igenkänd världen över, särskilt samba-enredo genom landets karneval. Men även bossa nova, med Antônio Carlos Jobim i spetsen, har fått stor uppmärksamhet internationellt sedan 1950-talet, då João Gilbertos tolkning av sången Desafinado släpptes.

## Ursprungs- och folkmusik

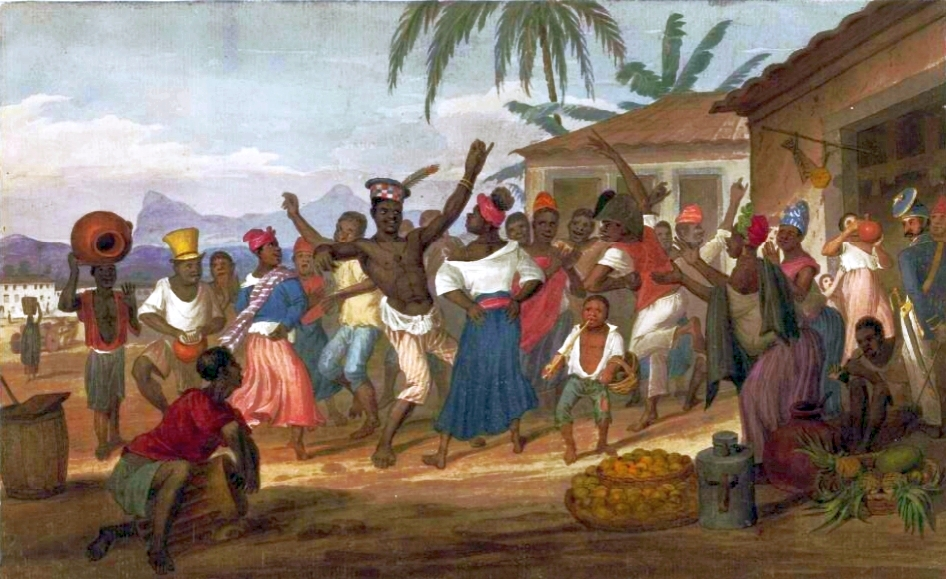
Jongo, en dans och musikalisk genre av västafrikanskt ursprung, c. 1822

### Capoeiramusik

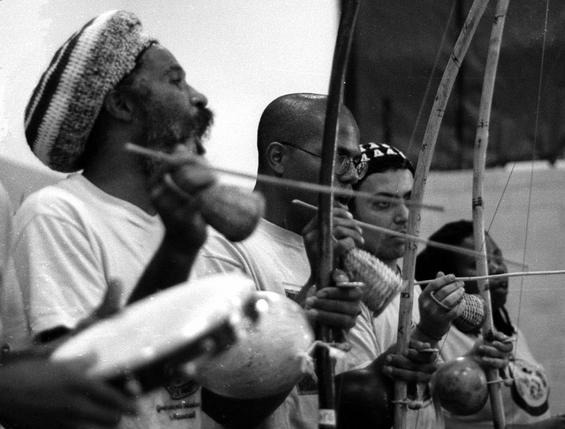
Tre berimbau-players

Den afroamerikanska sporten capoeira utövas aldrig utan in sin egen musik. De huvudsakliga instrumenten i capoeiramusik är berimbau, atabaque, och pandeiro. Capoeirasånger kan antingen improviseras eller också vara populära äldre sånger som skrivits av "mestres" (lärare) och handlar då inte sällan om caopeirans historia och tidigare mestres liv.

### Maracatu

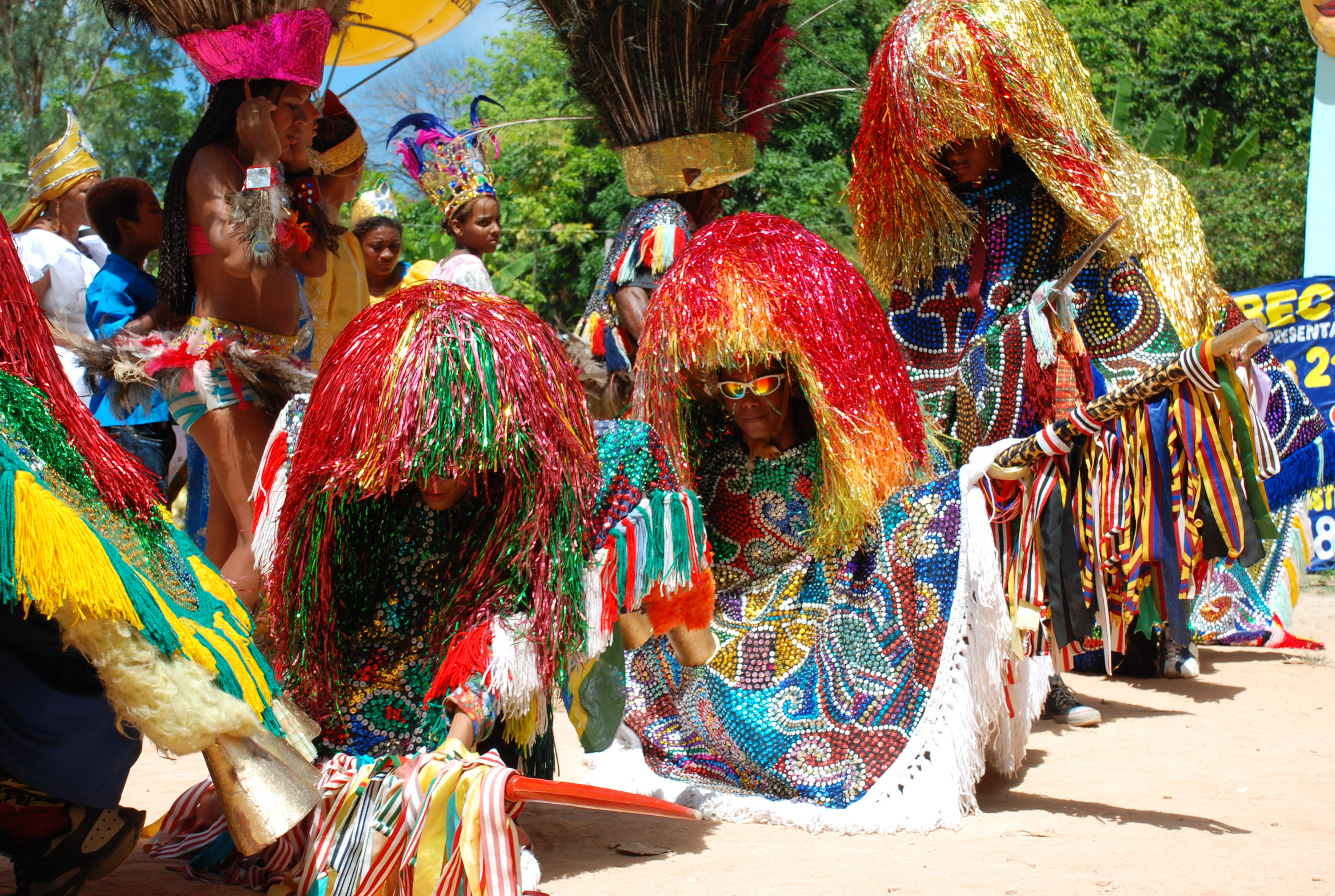
Maracatu.

Denna afrobrasilianska musik spelar främst i Recife- och Olinda-regionerna, under karnevalen. Den spelas på stora alfaia-trummor, stora metall-gonguê klockor, virveltrummor och maracas.

## Populärmusik

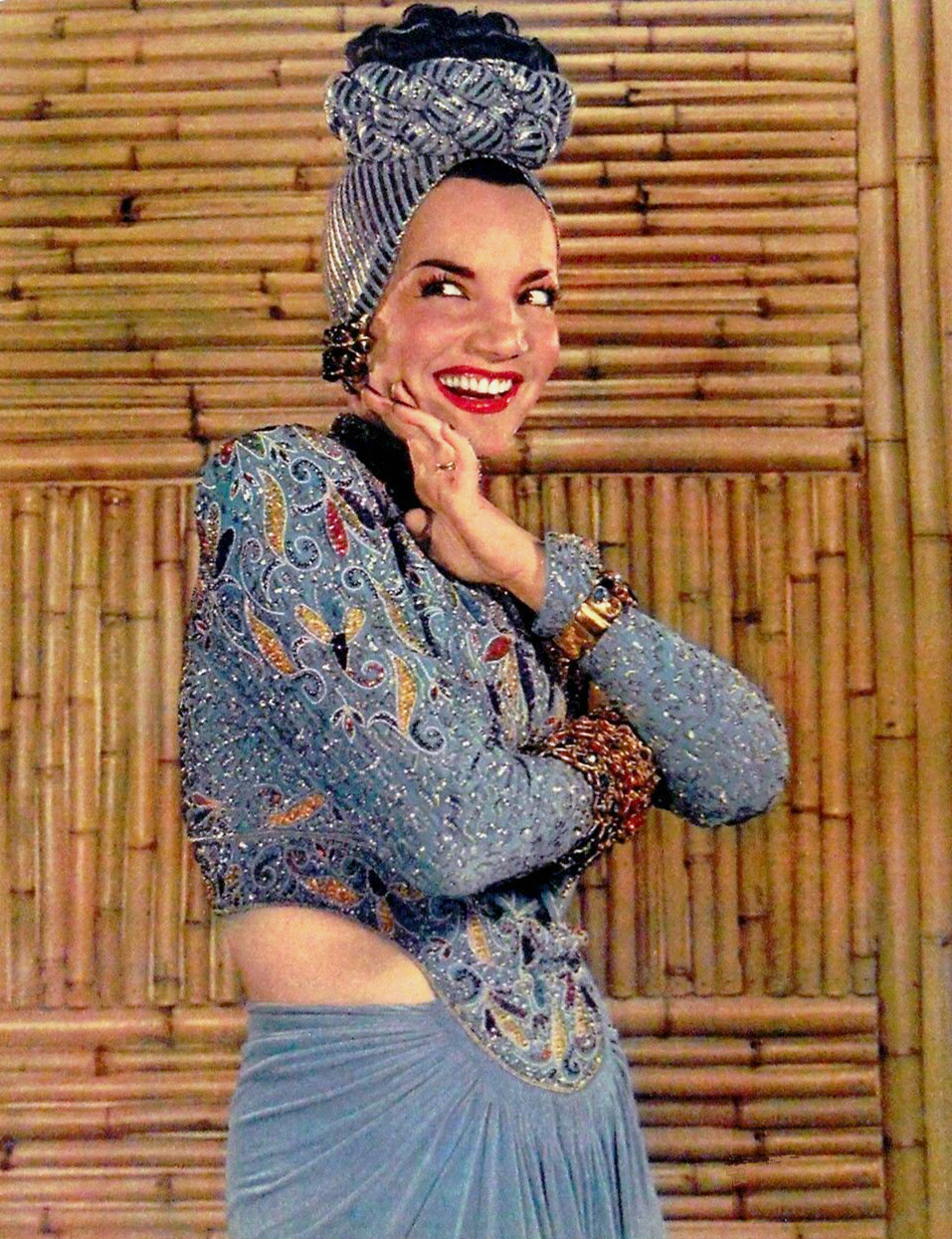
Sångerskan och skådespelerskan Carmen Miranda.

### Samba
År 1929 öppnades den första radiostationen i Rio de Janeiro, och radio-eran började sprida sånger – särskilt Samba som i dess nuvarande form - bland den stora massan. Denna period dominerades av ett fåtal manliga musiker - Almirante, Braguinha, Mário Reis, Sílvio Caldas, Francisco Alves och Noel Rosa samt ännu färre kvinnliga som Aracy de Almeida och systrarna Aurora Miranda och Carmen Miranda.

### Bossa nova

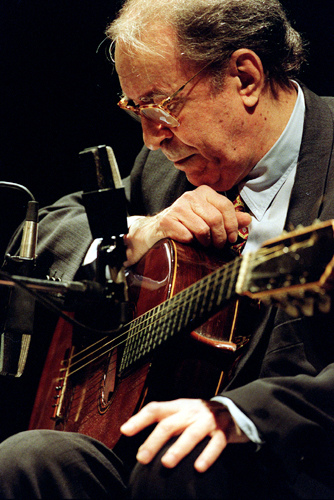
João Gilberto.

De första bossa nova-inspelningarna av João Gilberto, blev snabbt stora hits i Brasilien vid slutet av 1950-talet. Bland andra Antonio Carlos Jobim hjälpte att vidareutveckla denna fusion av jazz och samba. Den utvecklades först i området Ipanema, för att sedan inta Copacabanas nattklubbar. Bossa nova introducerades för resten av världen genom amerikanska jazzmusiker vid tidigt 1960-tal. Sången The Girl from Ipanema förblir nog den mest kända brasilianska musikaliska exporten och en av de stora standardsångerna inom jazz.

### Sertanejo
Sertanejo eller Música Sertaneja är den brasilianska countrymusiken. Ursprungligen avser termen musik med bakgrund i Sertão och caipira-musik.  Denna musik, caipira, uppstod i staten São Paulo, och i vissa regioner i Mato Grosso do Sul, Goiás,  Minas Gerais, Paraná och Mato Grosso.

### Choro
Choro (översatt bokstavligen till "gråta" på portugisiska, men för sammanhanget mer passande med termen "beklaga"), traditionellt sätt kalladchorinho ("litet gråt" eller "liten beklagan"). Instrumentalt återfinns dess ursprung i 1800-talets Rio de Janeiro. Ursprungligen spelades choro av en trio med flöjt, guitar och cavaquinho.

### Nordöstlig musik
Nordöstlig musik är en övergripande term som gäller all populärmusik från den nordöstra delen av Brasilien. Rytmer är här långsamma och härleds från gitarrer snarare än slagverk som i övriga Brasilien. Det var i denna region som afrikanska rytmer och portugisiska melodier kombinerades för att forma maracatu. Men särskilt framträdande är dock staten Pernambuco, från vilken både frevo och maracatu växte fram.

### Gaucho (Sydlig musik)
Sydlig musik (portugisiska: Música gaúcha) är en generell term som omfattar den musik med ursprunglig ur staten Rio Grande do Sul, i södra Brasilien. Några av de mest kända musikerna inom denna genre är Renato Borghetti, Yamandu Costa, Jayme Caetano Braun och Luiz Marenco.

### Samtida kristen musik

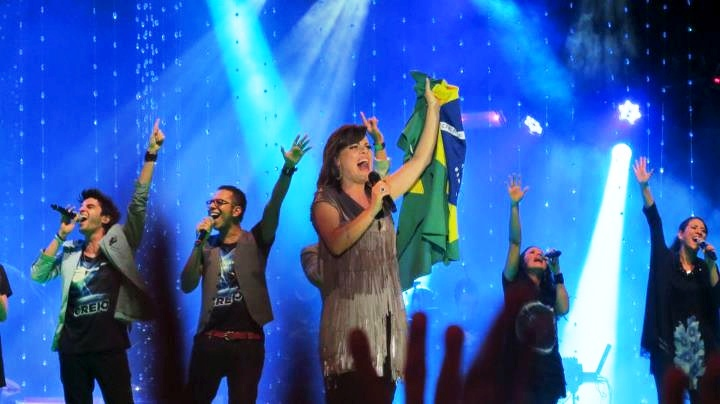
Diante do Trono, ett kristet band i Brasilien.

Ibland kallad brasiliansk gospel, växte samtida kristen musik i Brasilien innan 1960-talet med psalmböcker som fördes med och översattes till portugisiska av amerikanska missionärer. Från det tidiga 1960-talet började kristna musikgrupper växa i Brasilien. Musiken fick riktigt genomslag under sent 1990-tal, genom framväxten av församlingssånger och musikgrupper som Diante do Trono som idag är latinamerikas största kristna musikgrupp.

### Funk Carioca

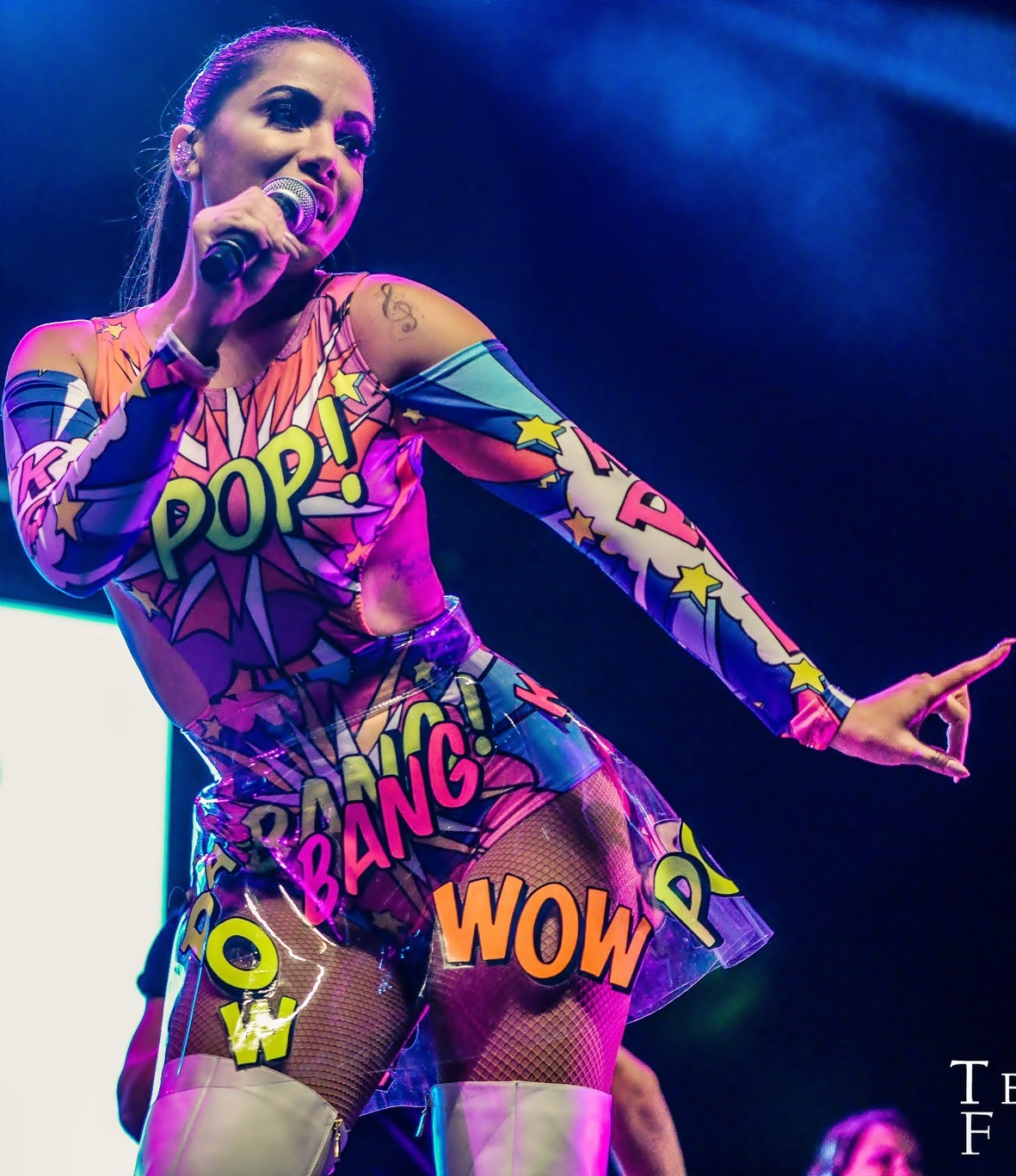
Anitta är en av de mest internationellt framgångsrika artisterna inom funk carioca och dess pop-fusion funk melody.

Funk Carioca är en typ av dansmusik som växte fram i Rio de Janeiro. Den har sina rötter i den amerikanska hiphop-genren Miami bass, och lät fram till sent 1990-talet ännu mycket lik Miami bass. I Rio kallas genren normalt sett bara Funk, trots att den skiljer sig betydligt från den amerikansk likt annan hiphopmusik, använder sig frekvent av sampling. Funk Carioca introducerades i Brasilien systematiskt vid 1980-talet. Många artister inom genren har öppet associerat sig själva med "Black Power"-rörelser och kommenterar ofta i sina låtar etniska relationer samt uttrycker sin stolthet över att vara mörk.

## I film
- Pixinguinha, Um Homem Carinhoso, från 2021 om chorinho-musikern Pixinguinha
- Simonal, från 2019 om Wilson Simonal
- Tim Maia, från 2014 om soulmusikern med samma namn
- Nosso Sonho, kommande film om Claudinho e Buchecha